# Hans Dippel

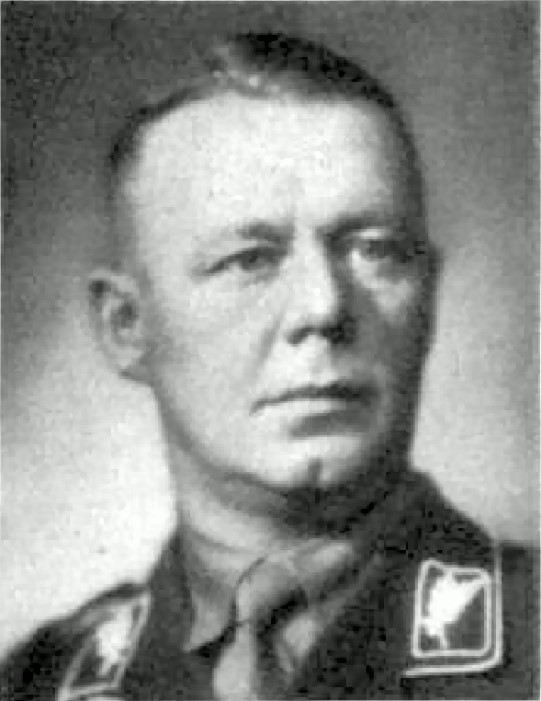
Hans Dippel

Hans Dippel (* 11. Januar 1893 in Oberaula; † 11. April 1945 in Korbach) war ein deutscher Politiker (NSDAP) und SA-Führer.

## Leben und Wirken
Nach dem Besuch der Volksschule und des Realgymnasiums in Kassel absolvierte Dippel eine Banklehre. Ab 1914 nahm er mit dem Dragoner-Regiment 5 am Ersten Weltkrieg teil. Im Oktober 1916 wurde er zum Infanterieregiment 71 versetzt. Nachdem er 1917 durch einen Brust-Lungenschuss schwer verwundet wurde, wurde er im Dezember desselben Jahres zum Leutnant der Reserve befördert. Im Januar 1919 wurde er aus der Armee entlassen. Im Krieg war er außerdem mit dem Eisernen Kreuz beider Klassen, dem Verwundetenabzeichen und dem Schwarzburg-Sondershausener Ehrenkreuz III. Klasse ausgezeichnet.
Zum 1. Juni 1928 trat Dippel in die NSDAP (Mitgliedsnummer 89.455) und im selben Jahr in die Sturmabteilung (SA) ein. Sein erstes öffentliches Amt bekleidete er in den Jahren 1929 bis 1933 als Stadtverordneter und Deputierter in Korbach. Von Februar bis Februar 1933 führte er die SA-Brigade 47 in Kassel. Anschließend leitete er bis August 1935 den Stab der SA-Gruppe Niedersachsen in Hannover. Im August 1935 wurde er Abteilungschef bei der Obersten SA-Führung, in der er unter anderem die Sportabzeichen-Hauptstelle leitete. Dippel erreichte innerhalb der SA 1943 den Rang eines Gruppenführers.
Im Januar 1938 wurde Dippel Gauobmann der NSDAP im Gau Hessen-Nassau.
Von November 1933 bis zum Ende der NS-Herrschaft im Frühjahr 1945 saß Dippel als Abgeordneter für den Wahlkreis 19 (Hessen-Nassau) im nationalsozialistischen Reichstag.